# 767-es busz
A 767-es jelzésű elővárosi autóbusz Budapest, Kelenföld vasútállomás és Bicske, vasútállomás között közlekedik Budaörs, Biatorbágy és Etyek érintésével. A viszonylatot a MÁV Személyszállítási Zrt. üzemelteti.

## Megállóhelyei
| 767 (Budapest, Kelenföld vasútállomás – Etyek, autóbusz-forduló – Bicske, vasútállomás)                                 | 767 (Budapest, Kelenföld vasútállomás – Etyek, autóbusz-forduló – Bicske, vasútállomás) | 767 (Budapest, Kelenföld vasútállomás – Etyek, autóbusz-forduló – Bicske, vasútállomás) | 767 (Budapest, Kelenföld vasútállomás – Etyek, autóbusz-forduló – Bicske, vasútállomás)    | 767 (Budapest, Kelenföld vasútállomás – Etyek, autóbusz-forduló – Bicske, vasútállomás) | 767 (Budapest, Kelenföld vasútállomás – Etyek, autóbusz-forduló – Bicske, vasútállomás) | 767 (Budapest, Kelenföld vasútállomás – Etyek, autóbusz-forduló – Bicske, vasútállomás) | 767 (Budapest, Kelenföld vasútállomás – Etyek, autóbusz-forduló – Bicske, vasútállomás) |
| Sorszám (↓) | Sorszám (↓)                                                                             | Sorszám (↓)                                                                             | Megállóhely                                                                                | Sorszám (↑) | Sorszám (↑)                                                                             | Sorszám (↑)                                                                             | Átszállási kapcsolatok |
| --- | --------------------------------------------------------------------------------------- | --------------------------------------------------------------------------------------- | ------------------------------------------------------------------------------------------ | --- | --------------------------------------------------------------------------------------- | --------------------------------------------------------------------------------------- | --- |
| 0 | 0                                                                                       | 0                                                                                       | Budapest, Kelenföld vasútállomás végállomás                                                | 27 | 25                                                                                      | 20                                                                                      | 1, 19, 49 8E, 40, 40B, 40E, 53, 58, 87, 87A, 88, 88A, 101B, 101E, 108E, 141, 150, 150B, 153, 154, 172, 173, 187, 188, 188E, 250, 250B, 251, 251A, 251E, 272 689, 691, 710, 712, 715, 720, 722, 724, 725, 727, 732, 734, 735, 736, 760, 762, 763, 770, 774, 775, 778, 779, 798, 799 S10 G10 S12 S30 Z30 S34 S35 S36 S40 G40 Z40 S42 Z42 G43 G44 IC, EC, EN, sebesvonat, gyorsvonat, expresszvonat, |
| |                                                                                         |                                                                                         | Budapest, Borszéki utca                                                                    | 26 | 24                                                                                      | 19                                                                                      | 58 710, 712, 715, 720, 722, 724, 732, 734, 735, 736, 760, 762 |
| Őrmezőt csak 12 óráig érintik a Budapest felé közlekedő járatok, ekkor a Péterhegyi útnál nem állnak meg.               |                                                                                         |                                                                                         |                                                                                            | |                                                                                         |                                                                                         | |
| |                                                                                         |                                                                                         | Budapest, Kelenföld vasútállomás (Őrmező) (csak leszállás céljából)                        | 25 | 23                                                                                      |                                                                                         | 8E, 40, 40B, 40E, 53, 58, 87, 87A, 88, 88A, 101B, 101E, 108E, 141, 150, 150B, 153, 154, 172, 173, 187, 188, 188E, 250, 250B, 251, 251A, 251E, 272 764 S10 G10 S12 S30 G30 Z30 S34 S35 S36 S40 G40 Z40 S42 Z42 G43 G44 IC, EC, EN, sebesvonat, gyorsvonat, expresszvonat, |
| Budapest, Sasadi út (csak leszállás céljából)                                                                           | 24                                                                                      | 22                                                                                      |                                                                                            | 8E, 40, 40B, 40E, 53, 87, 88, 88A, 108E, 139, 140, 140A, 150, 153, 154, 172, 173, 187, 188, 188E, 240, 272 764 1172, 1173, 1174, 1175, 1176, 1177, 1183, 1184, 1185, 1188, 1189, 1190, 1193, 1194, 1201, 1205, 1212, 1215, 1216, 1229, 1251, 1253, 1254, 1257, 1268 |                                                                                         |                                                                                         | |
| 1 | 1                                                                                       | 1                                                                                       | Budapest, Péterhegyi út                                                                    | |                                                                                         | (+1)                                                                                    | 710, 712, 720, 722, 724, 732, 734, 735, 736, 760, 762 |
| Budapest–Budaörs közigazgatási határa                                                                                   |                                                                                         |                                                                                         |                                                                                            | |                                                                                         |                                                                                         | |
| 2 | 2                                                                                       | 2                                                                                       | Budaörs, Felsőhatár utca                                                                   | 23 | 21                                                                                      | 18                                                                                      | 40, 40B, 88, 88A, 140, 140A, 188, 240, 289 |
| 3 | 3                                                                                       | 3                                                                                       | Budaörs, Templom tér                                                                       | 22 | 20                                                                                      | 17                                                                                      | 40, 40B, 88, 88A, 140, 140A, 188, 240, 288, 289 |
| 4 | 4                                                                                       | 4                                                                                       | Budaörs, Városháza                                                                         | 21 | 19                                                                                      | 16                                                                                      | 40, 40B, 40E, 88, 88A, 140, 140A, 188, 240, 287 756 |
| 5 | 5                                                                                       | 5                                                                                       | Budaörs, Gimnázium                                                                         | 20 | 18                                                                                      | 15                                                                                      | 40, 40E, 88, 88A, 140, 140A, 188, 188E, 240, 287 755, 756, 760, 762 |
| 6 | 6                                                                                       | 6                                                                                       | Budaörs, Gyár utca                                                                         | 19 | 17                                                                                      | 14                                                                                      | 88, 88A, 188, 188E 760, 762 |
| Az Ipari és Technológiai Park, illetve a Premier Outlet megállót a Budapest felé 8 óra előtt induló buszok nem érintik. |                                                                                         |                                                                                         |                                                                                            | |                                                                                         |                                                                                         | |
| 7 | 7                                                                                       | 7                                                                                       | Budaörs, Ipari és Technológiai Park                                                        | |                                                                                         |                                                                                         | 88A 760, 762 |
| Budaörs–Biatorbágy közigazgatási határa                                                                                 |                                                                                         |                                                                                         |                                                                                            | |                                                                                         |                                                                                         | |
| 8 | 8                                                                                       | 8                                                                                       | Biatorbágy, Premier Outlet                                                                 | | 16                                                                                      | 13                                                                                      | 760, 762 |
| |                                                                                         |                                                                                         | Budaörs, Ipari és Technológiai Park                                                        | | 15                                                                                      | 12                                                                                      | 88A 760, 762 |
| 9 | 9                                                                                       | 9                                                                                       | Biatorbágy, ALPINE                                                                         | 18 | 14                                                                                      | 11                                                                                      | 760, 762, 778 |
| 10 | 10                                                                                      | 10                                                                                      | Biatorbágy, Vendel Park                                                                    | 17 | 13                                                                                      | 10                                                                                      | 760, 762, 778 |
| 11 | 11                                                                                      | 11                                                                                      | Biatorbágy, Meggyfa utca                                                                   | 16 | 12                                                                                      | 9                                                                                       | 760, 761, 763, 778 |
| 12 | 12                                                                                      | 12                                                                                      | Biatorbágy, Vasút utca                                                                     | 15 | 11                                                                                      | 8                                                                                       | 760, 763, 778, 782 |
| 13 | 13                                                                                      | 13                                                                                      | Biatorbágy, Kolozsvári utca                                                                | 14 | 10                                                                                      | 7                                                                                       | 760, 761, 762, 763, 782 |
| 14 | 14                                                                                      | 14                                                                                      | Biatorbágy, Orvosi rendelő                                                                 | 13 | 9                                                                                       | 6                                                                                       | 760, 761, 762, 763, 782 |
| 15 | 15                                                                                      | 15                                                                                      | Biatorbágy, Szentháromság tér                                                              | 12 | 8                                                                                       | 5                                                                                       | 760, 762, 763, 782 |
| 16 | 16                                                                                      | 16                                                                                      | Biatorbágy, Kálvin tér                                                                     | 11 | 7                                                                                       | 4                                                                                       | 760, 762, 763, 782 |
| Biatorbágy–Etyek közigazgatási határa                                                                                   |                                                                                         |                                                                                         |                                                                                            | |                                                                                         |                                                                                         | |
| 17 | 17                                                                                      | 17                                                                                      | Etyek, Kossuth Lajos utca 65.                                                              | 10 | 6                                                                                       | 3                                                                                       | 760, 763, 782 |
| 18 | 18                                                                                      | 18                                                                                      | Etyek, Községháza                                                                          | 9 | 5                                                                                       | 2                                                                                       | 760, 763, 782, 8106, 8117 |
| 19 | 19                                                                                      | 19                                                                                      | Etyek, Palatinus utca                                                                      | 8 | 4                                                                                       | 1                                                                                       | 760, 763, 782, 8106, 8117 |
| 20 | 20                                                                                      | 20                                                                                      | Etyek, autóbusz-forduló vonalközi végállomás                                               | 7 | 3                                                                                       | 0                                                                                       | 760, 763, 782 |
| 21 | 21                                                                                      |                                                                                         | Etyek, Boti út                                                                             | 6 | 2                                                                                       |                                                                                         | 760, 763 |
| 22 | 22                                                                                      | Etyek, Boti úti kiskertek                                                               | 5                                                                                          | 1 | 760, 763                                                                                |                                                                                         | |
| 23 | 23                                                                                      | Etyek, Botpuszta vonalközi végállomás                                                   | 4                                                                                          | 0 | 760, 763                                                                                |                                                                                         | |
| 24 |                                                                                         | Háromrózsa-tanya                                                                        | 3                                                                                          | | 760                                                                                     |                                                                                         | |
| Etyek–Bicske közigazgatási határa                                                                                       |                                                                                         |                                                                                         |                                                                                            | |                                                                                         |                                                                                         | |
| 25 |                                                                                         |                                                                                         | Bicske, Műszaki áruház                                                                     | 2 |                                                                                         |                                                                                         | 702, 760, 784, 8002, 8011, 8106, 8110, 8120, 8122, 8123, 8124, 8128 1251, 1253, 1254 |
| 26 | Bicske, vasútállomás bejárati út                                                        | 1                                                                                       | 702, 760, 784, 8002, 8011, 8106, 8110, 8120, 8122, 8123, 8124, 8128                        | |                                                                                         |                                                                                         | |
| 27 | Bicske, vasútállomás végállomás                                                         | 0                                                                                       | 702, 760, 784, 8002, 8011, 8106, 8110, 8120, 8122, 8123, 8124, 8128 S10 G10 S12 InterRégió | |                                                                                         |                                                                                         | |